# Shangri-La Frontier
Shangri-La Frontier: Kusoge Hunter, Kamige ni Idoman to su (シャングリラ・フロンティア～クソゲーハンター、神ゲーに挑まんとす～ Shangri-La Frontier ~ Kusogē hunter, Kamigē ni Idoman to su ~?, lit. Shangri-La Frontier: El cazador de juegos basura desafía a un juego de nivel divino) es una serie de novelas web japonesa escrita por Katarina. Su serialización comenzó en el sitio web de publicación de novelas Shōsetsuka ni Narō el 19 de mayo de 2017. Aún no se ha publicado una versión impresa de la serie de novelas. Una adaptación a manga con ilustraciones de Ryosuke Fuji se publica en la revista Shūkan Shōnen Magazine de Kōdansha desde el 15 de julio de 2020, y hasta el momento ha sido recopilada en veintitrés volúmenes tankōbon. Una adaptación de la serie a anime producido por el estudio C2C se estrenó el 1 de octubre de 2023.

## Argumento
La historia se desarrolla en un futuro cercano, donde los juegos que usan pantallas de visualización anticuadas se clasifican como juegos retro, mientras que los juegos de realidad virtual de inmersión total se han convertido en algo común. Como resultado de la generalización de estos juegos, existen muchos de los llamados «juegos basura»: apresurados, llenos de fallos, juegos defectuosos, cuyos sistemas no se han mantenido al día con la tecnología visual mejorada. Rakuro Hizutome (陽務楽郎 Hizutome Rakurō?) , es un «cazador de juegos de basura», y un gran admirador de estos juegos generalmente vergonzosos, a los que juega con el apodo de Sunraku (サンラク?), hasta que puede dominarlos, independientemente de la dificultad, debido a sus fallos. Rakuro ha superado el enorme juego basura «Faeria Chronicle Online» y está sufriendo una especie de síndrome de agotamiento. A sugerencia del propietario de su tienda de juegos favorita, «RockRoll», compra el excelente y más vendido «Shangri-La Frontier», un juego de realidad virtual de inmersión total con 30 millones de jugadores registrados. Entra en el mundo de Shangri-La Frontier como el personaje del jugador Sunraku, donde todas las habilidades que ha adquirido como experto cazador de juegos de basura le serán útiles a medida que avance en el juego.

## Personajes
Sunraku (サンラク?) / Rakurō Hizutome (陽務 楽郎 Hizutome Rakurō?)
 Seiyū: Yūma Uchida, Alejandro Bono (español latino), Carles Lladó (español castellano), Eric Vale (Inglés)
El protagonista de la historia. Es un estudiante de secundaria que es fanático de los videojuegos basura (en japonés, kusoge), tan dedicado a ello que no ha hecho más que jugarlos durante varios años. Es un especialista en jugar bajo presión, su rendimiento subiendo y bajando con la tensión del momento, y cuando la tensión es alta, demostrando una extraordinaria concentración y velocidad de reacción, así como una tolerancia a lo irracional y unas pulidas habilidades de jugador cultivadas a través de numerosos juegos basura, para lograr un asombroso rendimiento. Ha jugado a una gran variedad de juegos basura de diversos géneros, y muestra un espíritu indulgente hacia la mayoría de las cosas. Tiene una personalidad agradable y es conocido como uno de los «Tres parias» junto con sus amigos Oikazzo y Pencilgon.
Ostenta el récord de velocidad máxima, que se otorga a quienes han alcanzado un determinado nivel de velocidad en S.L.F. En las primeras fases del juego, se enfrenta con Lycaón el Atacante Nocturno, y a pesar de ser apenas nivel 18, le da una buena batalla y obtiene la «Marca de Lycaón». Esto desencadena un escenario único «Invitación de la Tierra de los Conejos», y por primera vez en el juego, es invitado oficialmente a la Lagonia, la tierra de los conejos vorpal, y conoce a Weissach (también Vash o Vysache), que se convierte en su maestro. También se hace con un sidekick, Emul, quien lo invitó a Lagonia. Debido a un incidente en el que él y Emul fueron fotografiados juntos en la ciudad y subidos a un tablón de anuncios sin su permiso, desencadenando una búsqueda a gran escala por parte de los jugadores, comenzó a evitar los lugares públicos y pasó a ser conocido como «Tsuchinoko-san» debido a su bajo índice de encuentros. Al entrar tarde al juego, decide saltarse varios escenarios iniciales, eludiendo a la heroína Saiga-0, que le estaba buscando, e incluso cuando se encontró con ella, huyendo inmediatamente debido al miedo y la alarma que le produjo su avatar. Gracias a tener un altísimo nivel de suerte y a un estilo de juego extravagante que ignora las líneas de flujo esperadas, se encuentra con muchas misiones únicas. También destaca en la negociación con los PNJ gracias a las habilidades en los juegos de rol que ha cultivado en numerosas partidas, y a menudo consigue los mejores resultados, que jugadores normales no pueden conseguir.
Saiga 0 (サイガ-0?) / Rei Saiga (斎賀 玲 Saiga Rei?)
 Seiyū: Azumi Waki, Micaela Oddera (español latino), Marta Rodriguez (español castellano)
Una chica que está enamorada de Rakurō. Es la tercera hija de las tres hermanas Saiga. Es estudiosa y luchadora, nacida en una familia antigua y refinada. Las chicas Saiga se hacen torpes cuando hay amor de por medio, de manera que se comporta de forma tan sospechosa frente a Sunraku que éste piensa que es un bicho raro. Como sus hermanas, es especialista en artes marciales. Obsesionada con hacerse notar por Sunraku, pero terriblemente tímida, decide aprender a jugar videojuegos con el propósito de jugar a su lado. Sin embargo, puesto que éste solo juega juegos basura, Rei se ve en muchos problemas para seguir su ritmo y termina renunciando a estos juegos. Todo cambia para ella cuando Sunraku decide jugar S.L.F., en el que Rei es una de las jugadoras más fuertes, jugando con el pseudónimo de Psyger (Saiga) 0.
Aunque es mujer, utiliza un avatar masculino enorme y musculoso en el juego, creado a propósito para evitar que se metieran con ella. Su nombre de avatar es su apellido mezclado con el número 0 (cero), que puede pronunciarse como Rei, su nombre de pila. Es por ello similar, al de su hermana, que se hace llamar Psyger-100 (Saiga Hyaku). Rei ostenta el título «Máxima potencia de ataque», que se otorga al jugador con la mayor potencia de ataque instantánea en S.L.F. Utiliza un avatar fuertemente armado con una armadura completa y una gran espada. Es la tercera jugadora en ser invitada oficialmente a Lagonia, y su sidekick oficial es Exis. Posteriormente en la historia reconstruye su avatar en uno femenino.
Arthur Pencilgon (アーサー・ペンシルゴン?) / Towa Amane (天音 永遠 Amane Towa?)
 Seiyū: Yōko Hikasa, Mara Campanelli (español latino), Lourdes Fabres (español castellano)
Originalmente, es la segunda al mando del clan de asesinos de jugadores «Asura-kai» y una antigua asesina de jugadores apodada «Matagigantes». Tras la desaparición de Asura-kai, estableció el clan «Wolfgang» con Sunraku y Oikazzoo. Sus habilidades están muy por encima de la media, y es el tipo de jugador que lucha aprovechando al máximo la planificación previa y trampas preparadas de antemano. Con sus intrigas y su crueldad sin límites, es el principal cerebro de las actividades de Wolfgang. Tiene una confianza absoluta en sí misma, es hedonista y le encantan los artefactos autodestructivos.
Fuera del juego, es una famosa modelo. Ha creado su avatar para que sea lo más parecido a su cara real, convencida de que nadie la va a relacionar con su persona real, pues nadie asociará a su personaje con su verdadera naturaleza, que dista mucho de su aspecto exterior.
Sunraku la conoce en el juego «Unite Rounds», en el que Pencilgon se hizo con el control del reino central del juego, llamándose a sí misma Pencil Warrior, y gobernando despóticamente, lo que le dio el apodo de «Emperatriz distópica». Finalmente se enfrentó a Sunraku y Kazzo Tataki (Oikazzo) e hizo estallar su castillo de forma espectacular. Este incidente le llevó a conocerlos en la vida real. Tras este incidente, se convirtieron en unas de las pocas personas con las que puede hablar honestamente.
Oicazzo (オイカッツォ Oikattso?) / Kei Uomi (魚臣 慧 Uomi Kei?)
 Seiyū: Makoto Koichi, Noelia Lestani (español latino), Jana Massot (español castellano)
Si bien usa un avatar de apariencia femenina, Oicazzo es un hombre. Su verdadera identidad es «Kei», jugador profesional y el as indiscutible de la división de juegos de lucha del equipo «Nitro Squad», y es indiscutiblemente el mejor jugador japonés de juegos de lucha del mundo. Su aspecto y su voz neutros atraen a las fans en la vida real. Conoció a Sunraku a través del juego Berserk Online Passion, y fue arrastrado al mundo de los juegos basura. Él y Sunraku y Pencilgon siempre se animan y se empujan mutuamente a pesar de discutir y rivalizar.
Su apariencia en avatar es casi igual a la real, con la única diferencia de que ha cambiado su género de masculino a femenino. Parece incapaz, para su propia desesperación,  de encontrar misiones únicas, debido a su cuidadoso estilo de juego basado en la recopilación y el análisis de información.
Emul (エムル Emuru?)
 Seiyū: Rina Hidaka, Valca Ponzanelli (español latino)
Viceash (ヴァイスアッシュ Vaisuasshu?)
 Seiyū: Akio Otsuka, Rodo Balderas (español latino), Jordi Ribes (español castellano)
Psyger-100 (サイガ-100 Saiga Hyaku?) / Momo Saiga (斎賀 百 Saiga Momo?)
 Seiyū: Yumiri Hanamori, Marysol Lobo (español latino)
Animalia (アニマリア Animaria?)
 Seiyū: Sayaka Senbongi, Lucía Suárez (español latino), Nerea Alfonso (español castellano)
Orcelott (オルスロット Orusurotto?)
 Seiyū: Sei'ichirō Yamashita, Santiago Florentín (español latino)

## Producción

### Novela web
El autor Katarina leyó Mahōka Kōkō no Rettōsei en Shōsetsuka ni Narō mientras vivía en el extranjero. Encontró la novela interesante y, por lo tanto, comenzó a pensar en escribir novelas. En ese momento, las historias de tipo reencarnación eran populares en ese sitio web y hubo un período en el que solo leía historias de fantasía pero quedó impresionado por las historias de realidad virtual que descubrió en el sitio, y por la "fuerza única" de los juegos de realidad virtual, que finalmente lo inspiraron a escribir Shangri-La Frontier. Para el título de la serie, Katarina declaró que decidió incluir la palabra "frontera", que evoca a los pioneros, pero dudó sobre el resto. Mientras pensaba en ello, se le ocurrió la idea de incluir un término para "Jardín del Edén" o "Paraíso Terrestre", porque consideraba que el mundo del juego de Shangri-La Frontier era un mundo así, por lo que "Shangri-La" se convirtió en una posibilidad. También consideró usar "El dorado". Para decidir, Katarina buscó sus respectivos orígenes en Wikipedia, donde aprendió que "Shangri-La" fue tomada de una novela de James Hilton, y se refirió a una lamasería, un monasterio budista donde se concentraba toda la sabiduría del mundo. Afirmó que en el mundo de su serie, una vez existió una gloriosa civilización científica, y los jugadores pueden redescubrir su sabiduría en este vasto universo, y es por eso que eligió "Shangri-La" para el título.
Katarina comentó que la construcción del mundo de la serie fue lo primero que se le vino a la mente, y agregó que se preguntó qué tipo de cultura y ciudades incluiría, y luego, después de eso, se preguntó qué tipo de jugador jugaría la historia. Afirmó que no siempre recuerda los detalles con respecto a la narración, los personajes y los eventos, por lo que comentó que cuando tiene lapsos de memoria, consulta un sitio web similar a Wikipedia creado por fanáticos dedicados a la serie. Katarina dijo que ya tenía ideas para los principales eventos de la historia desde las primeras etapas de la escritura, incluido el final, pero agregó que inventa aventuras menores entre dos arcos principales a medida que avanza.
Katarina declaró que la serie de novelas ligeras Is It Wrong to Try to Pick Up Girls in a Dungeon? es uno de sus libros favoritos y que fue una gran influencia cuando comenzó a escribir Shangri-La Frontier. Mencionó la serie de novelas Deltora Quest como otra influencia, afirmando que imagina el mundo de esa novela al escribir su trabajo. Katarina también declaró que la serie está inspirada en videojuegos como Final Fantasy XI, Monster Hunter, Dark Souls y Xenoblade Chronicles.
Para la creación de Sunraku, Katarina quería crear un personaje que disfrutara de lo inesperado y el difícil desafío de jugar "juegos de basura", cuya dificultad se debe a razones inesperadas en lugar de ser juegos bien diseñados que están destinados a ser difíciles. Para el concepto de Sunraku usando una máscara de pájaro sin nada debajo, Katarina comentó que en videojuegos como Dark Souls y Monster Hunter, hay jugadores que simplemente están equipados con sombreros y sin equipo debajo, mencionando también a un jugador de Elden Ring que vio más tarde como ejemplo, que luchó contra el jefe del juego de esta manera, y expresó: "la idea de un jugador fuerte y bueno con algo en la parte superior y nada debajo me tocó la fibra, y así es como se me ocurrió" ese personaje". En cuanto al hecho de que Sunraku no se limita al juego, e incluso va y viene entre el juego y la realidad, permitiendo que ambas dimensiones sean tratadas, Katarina comentó que, a diferencia de los juegos de la muerte, que funcionan como Sword Art Online y .hack, las personas en la vida real jugando videojuegos en YouTube, por ejemplo, se están divirtiendo, por lo que pensó que era completamente posible escribir una historia sobre un jugador que repite una etapa de la aventura una y otra vez para tener éxito, enfatizando, "No hay necesidad de estar en esta protección de la vida del protagonista para crear una historia interesante". A diferencia de otras obras que tienden a transmitir directamente mucha información a los lectores, Katarina declaró que tiene especial cuidado para garantizar que los lectores puedan identificarse con Sunraku, explicando que es nuevo en el juego, y que actuaría como cualquier otro jugador novato. Por esa razón, consideró importante contar la historia a través de los ojos del protagonista y no desde el punto de vista del autor.
Katarina comentó que las interacciones entre Sunraku, Arthur y Oikatzo se inspiraron en las películas de Hollywood y las bromas de los personajes, explicando que, en lugar de saludarse entre sí, dirían algo como "¿Qué te pasa en la cara?", Sin embargo, señalando que esto se basa en la amistad, y que los personajes conocen los límites de los demás y saben cómo golpear al otro, ya sea con sus palabras o sus puños físicamente, expresando que este es el tipo de relación que él quería que los tres tuvieran.

### Anime
El proyecto de anime se inició en febrero de 2020, antes de la serialización de la serie a manga.Un video promocional que combina imágenes animadas y paneles del manga, narrado por Azumi Waki y con Yuma Uchida como Sunraku, se publicó el 7 de julio de 2021 para conmemorar el primer aniversario del anuncio del manga; Uchida más tarde daría voz a Sunraku en la adaptación de la serie de televisión de anime.
Para la serie de anime, Katarina comentó que a menudo participaba en reuniones de producción. Los equipos le hacían preguntas, lo que le permitía supervisar el proyecto, y si era necesario, les daría más desarrollos en el universo. Por otro lado, Fuji declaró que confiaba en los equipos a cargo del anime, por lo que no se involucró mucho. Agregó que también respondió preguntas sobre el color de un paisaje o entorno de elementos. En tales casos, proporcionaría las imágenes de archivo que usó para sus dibujos en el manga.

## Contenido de la obra

### Novela web
Shangri-La Frontier es escrito por Katarina, y comenzó a serializarla en línea desde el 19 de mayo de 2017 en el sitio web de publicación de novelas generadas por usuarios Shōsetsuka ni Narō. Aún no se ha publicado ninguna versión impresa de la serie de novelas.

### Manga
Shangri-La Frontier está escrito por Katarina e ilustrado por Ryosuke Fuji. Se ha publicado por entregas en la revista Shūkan Shōnen Magazine de Kōdansha desde el 15 de julio de 2020. Kōdansha recopila sus capítulos individuales en volúmenes tankōbon. El primer volumen se publicó el 16 de octubre de 2020, y hasta el momento se han lanzado veintitrés volúmenes. Un video promocional, narrado por Azumi Waki y con Yūma Uchida como Sunraku, fue publicado el 7 de julio de 2021.
En América del Norte, Kodansha USA anunció el lanzamiento digital en inglés del manga en noviembre de 2020.
| Volúmenes de manga publicados | Volúmenes de manga publicados | Volúmenes de manga publicados                      |
| Número                        | Fecha de publicación          | ISBN                                               |
| ----------------------------- | ----------------------------- | -------------------------------------------------- |
| 1                             | 16 de octubre de 2020         | ISBN 978-4-06-521232-5 ISBN 978-4-06-521529-6 (EL) |
| 2                             | 17 de diciembre de 2020       | ISBN 978-4-06-521801-3 ISBN 978-4-06-521802-0 (EL) |
| 3                             | 17 de marzo de 2021           | ISBN 978-4-06-522220-1 ISBN 978-4-06-522219-5 (EL) |
| 4                             | 17 de junio de 2021           | ISBN 978-4-06-523584-3 ISBN 978-4-06-523585-0 (EL) |
| 5                             | 17 de agosto de 2021          | ISBN 978-4-06-524483-8 ISBN 978-4-06-524502-6 (EL) |
| 6                             | 17 de agosto de 2021          | ISBN 978-4-06-526001-2 ISBN 978-4-06-526002-9 (EL) |
| 7                             | 17 de enero de 2022           | ISBN 978-4-06-526603-8 ISBN 978-4-06-526604-5 (EL) |
| 8                             | 15 de abril de 2022           | ISBN 978-4-06-527530-6 ISBN 978-4-06-527528-3 (EL) |
| 9                             | 15 de julio de 2022           | ISBN 978-4-06-528432-2 ISBN 978-4-06-528433-9 (EL) |
| 10                            | 16 de septiembre de 2022      | ISBN 978-4-06-529136-8 ISBN 978-4-06-529137-5 (EL) |
| 11                            | 16 de diciembre de 2022       | ISBN 978-4-06-529989-0 ISBN 978-4-06-529990-6 (EL) |
| 12                            | 16 de marzo de 2023           | ISBN 978-4-06-531037-3 ISBN 978-4-06-531036-6 (EL) |
| 13                            | 17 de mayo de 2023            | ISBN 978-4-06-531586-6 ISBN 978-4-06-531585-9 (EL) |
| 14                            | 14 de julio de 2023           | ISBN 978-4-06-532219-2 ISBN 978-4-06-532220-8 (EL) |
| 15                            | 17 de octubre de 2023         | ISBN 978-4-06-533152-1 ISBN 978-4-06-533146-0 (EL) |
| 16                            | 15 de diciembre de 2023       | ISBN 978-4-06-533887-2 ISBN 978-4-06-533892-6 (EL) |
| 17                            | 17 de abril de 2024           | ISBN 978-4-06-535179-6 ISBN 978-4-06-535175-8 (EL) |
| 18                            | 17 de julio de 2024           | ISBN 978-4-06-536037-8 ISBN 978-4-06-536036-1 (EL) |
| 19                            | 17 de septiembre de 2024      | ISBN 978-4-06-536776-6 ISBN 978-4-06-536777-3 (EL) |
| 20                            | 15 de noviembre de 2024       | ISBN 978-4-06-537743-7 (EL)                        |
| 21                            | 17 de febrero de 2025         | ISBN 978-4-06-538421-3 ISBN 978-4-06-538426-8 (EL) |
| 22                            | 16 de abril de 2025           | ISBN 978-4-06-539092-4 ISBN 978-4-06-539093-1 (EL) |
| 23                            | 12 de agosto de 2025          | ISBN 978-4-06-540009-8                             |
| 24                            | 17 de octubre de 2025         | ISBN 978-4-06-541109-4                             |

### Anime
El 7 de julio de 2022 se anunció una adaptación de la serie a anime producida por el estudio C2C. La serie será dirigida por Toshiyuki Kubooka, con Hiroki Ikeshita como asistente de dirección, Kazuyuki Fudeyasu supervisando y escribiendo los guiones de la serie, Ayumi Kurashima diseñando los personajes y Monaca componiendo la música. Se estrenó el 1 de octubre de 2023 en MBS y TBS. El primer tema de apertura es «Broken Games», interpretado por FZMZ, mientras que el primer tema de cierre es «Ace», interpretado por Chico. El segundo tema de apertura es «Danger Danger», interpretado por FZMZ junto a Icy, mientras que el segundo tema de cierre es «Gajumaru: Heaven in the Rain» (ガジュマル ～Heaven in the Rain～?), interpretado por Reona. Crunchyroll obtuvo la licencia de la serie fuera de Asia.
El 20 de septiembre de 2023, Crunchyroll anunció que la serie había recibido un doblaje en español latino, la cual se estrenó el 22 de octubre. El 2 de noviembre de 2024, Crunchyroll anunció que la serie recibiría un doblaje en castellano, la cual se estrenó el 12 de enero de 2025.
Una segunda temporada se estrenó el 13 de octubre de 2024. El elenco y el personal regresan en sus respectivos papeles. Tendrá una duración de dos cursos consecutivos.
El 30 de marzo de 2025 se anunció una tercera temporada.

### Videojuego
El 7 de julio de 2022 se anunció un videojuego desarrollado por Netmarble Nexus y publicado por Netmarble.

## Recepción
La serie ocupó el puesto número 11 en los «Cómics recomendados por los empleados de las librerías nacionales de 2021» según el sitio web del Honya Club. La serie ocupó el quinto lugar en el Next Manga Award de 2021 en la categoría de impresión.